# Saint-Rustice
Saint-Rustice – miejscowość i gmina we Francji, w regionie Oksytania, w departamencie Górna Garonna. Nazwa miejscowości pochodzi od imienia św. Rustyka.
Według danych na rok 1990 gminę zamieszkiwały 394 osoby, a gęstość zaludnienia wynosiła 167 osób/km² (wśród 3020 gmin regionu Midi-Pireneje Saint-Rustice plasuje się na 679. miejscu pod względem liczby ludności, natomiast pod względem powierzchni na miejscu 1693.).

## Zabytki

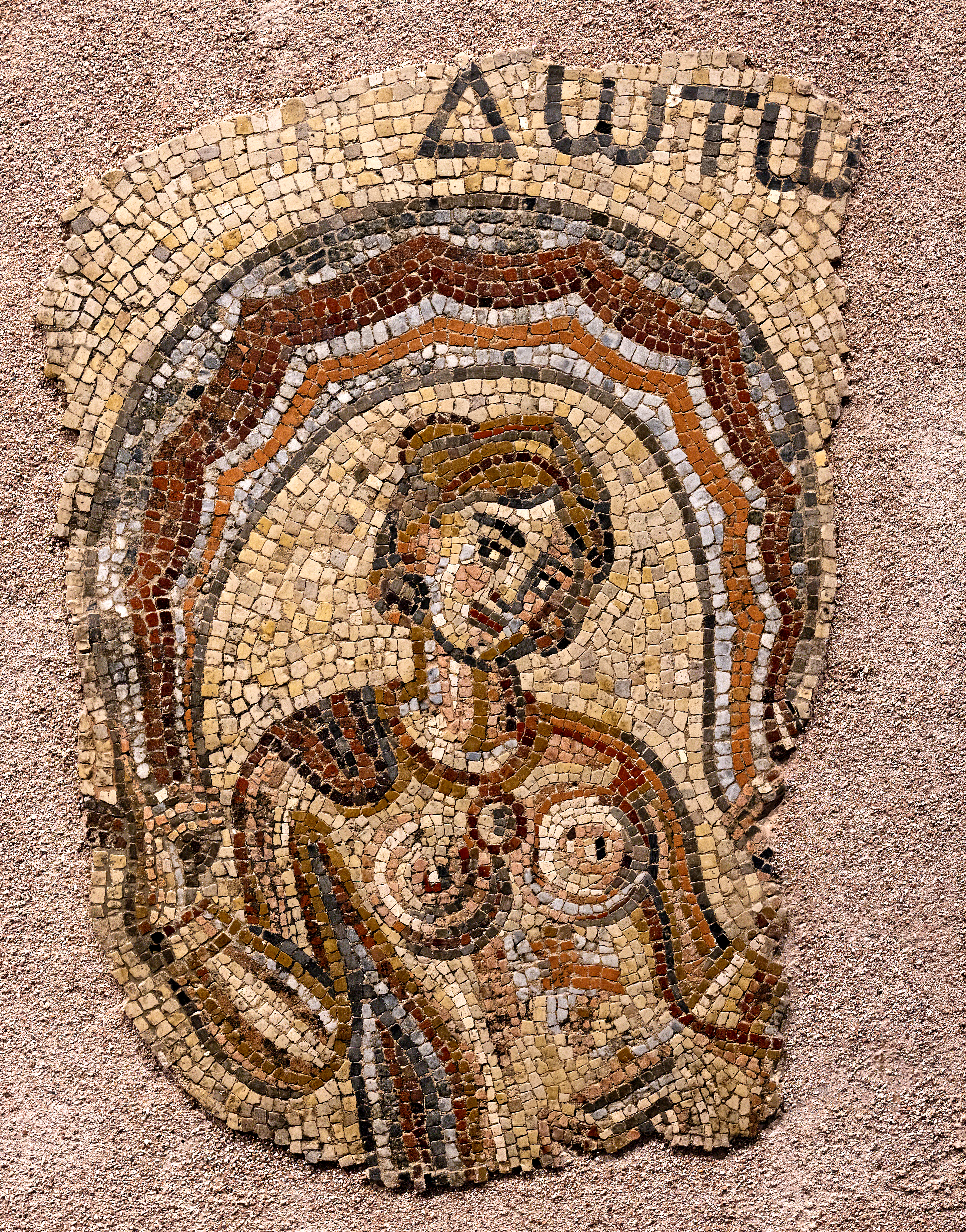
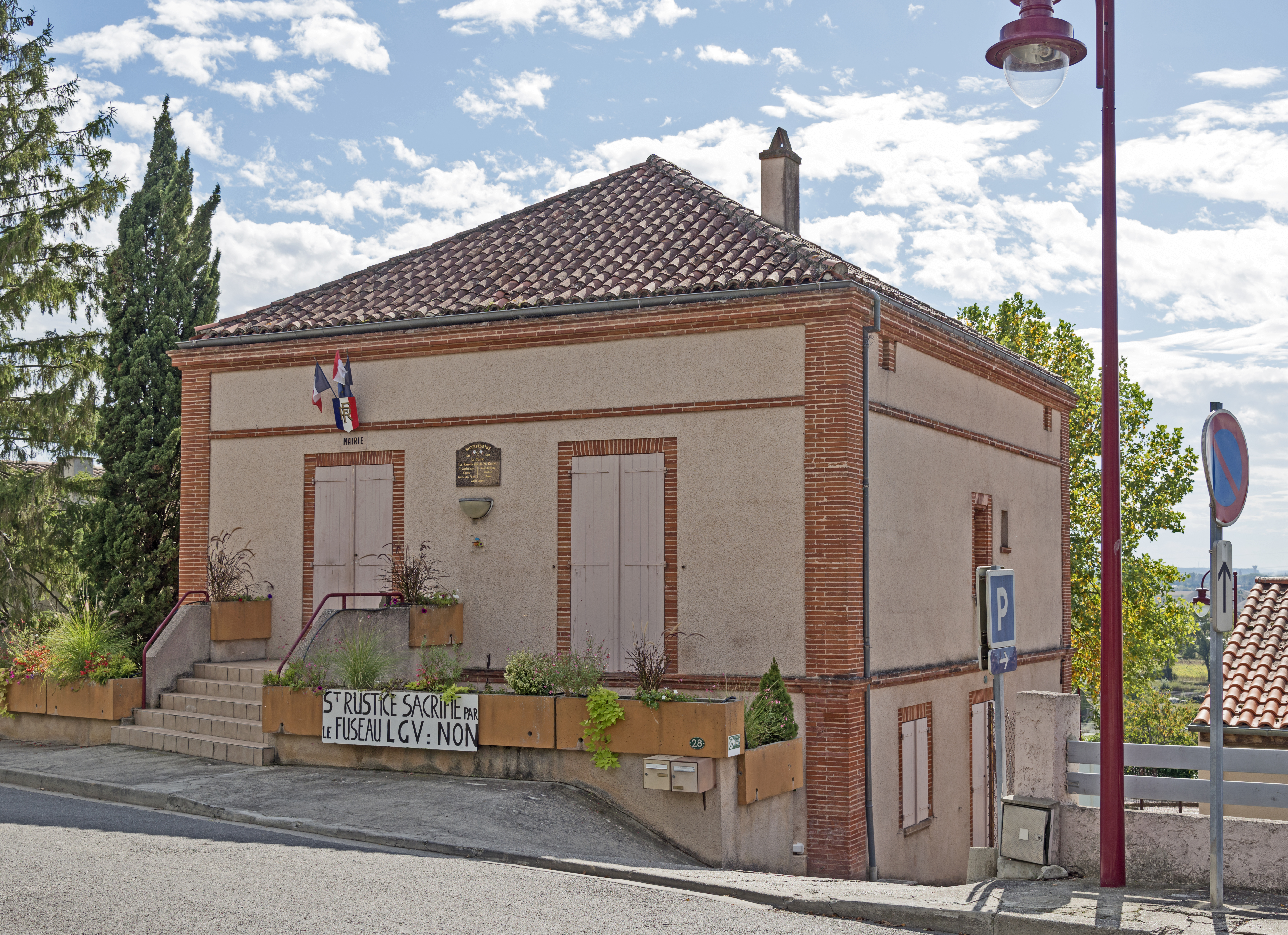
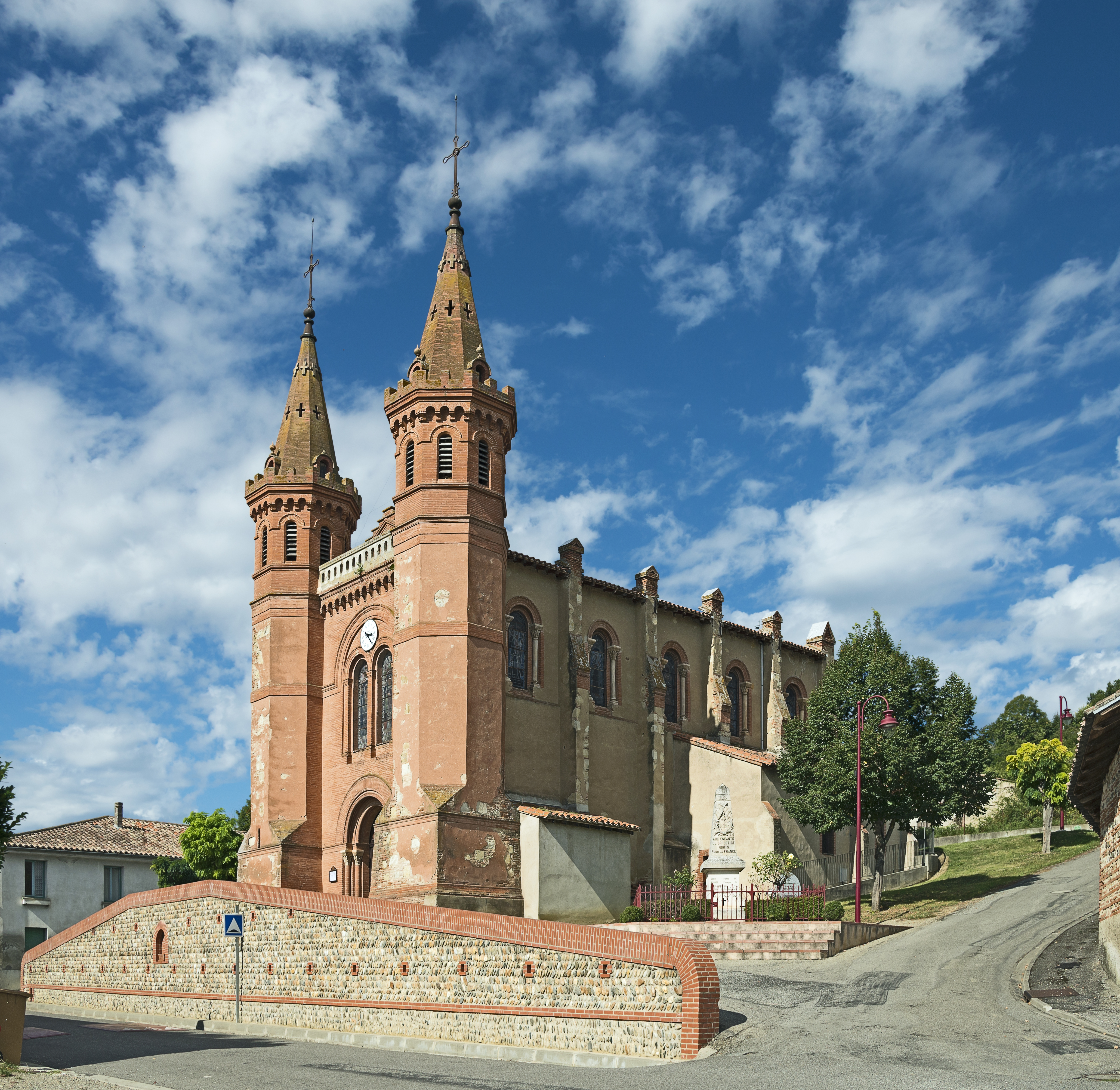